# Igreja Presbiteriana Central de Londrina
A Igreja Presbiteriana Central de Londrina (IPCL) é uma igreja local, federada a Igreja Presbiteriana do Brasil (IPB) sob jurisdição do Presbitério de Londrina e Sínodo Metropolitano de Londrina. É  maior igreja federada a IPB em Londrina, conhecida pela sua participação na fundação de instituições de ensino e hospitalares no município.
Em 2018, foi também a 54ª igreja federada a  IPB com maior arrecadação, conforme o relatório da Tesouraria do Supremo Concílio da Igreja Presbiteriana do Brasil.
Em janeiro 2020, a igreja ficou conhecida pela atuação de um dos seus pastores, o Rev. Emerson Patriota, que pediu que os membros assinassem para a criação do partido Aliança Pelo Brasil. O Deputado Federal Filipe Barros, membro da igreja, participou da articulação do evento.

## História
Em 1935, um ano após a emancipação do Município de Londrina, Pedro e Olívia Belarmino de Faria, um casal de presbiterianos, mudaram-se para a cidade. Desde então o casal passou a realizar cultos em sua casa, bem como receber missionários e outros presbiterianos em sua residência.
No ano julho de 1936 a congregação foi oficialmente reconhecida pelo Presbitério Norte do Paraná, e em setembro de 1936 foi inaugurado o primeiro edifício da igreja, feito de madeira.
Em 1947 outro edifício foi inaugurado, sendo o anterior derrubado para a construção do Edifício de Educação Religiosa. Nas décadas seguintes, a igreja participou da fundação do Centro Universitário Filadélfia e Hospital Evangélico de Londrina , localizados em Londrina.
A partir de 1984 o Reverendo Osni Ferreira tornou-se o pastor titular da igreja. Desde então a igreja continuou crescendo, tornando-se uma igreja em células.
Em 1998 a igreja adquiriu novo terreno para a construção do edifício atual, com 34 mil metros quadrados.  Em 2009 a igreja celebrou 25 anos de direção do Reverendo Osni Ferreira.
A igreja participa anualmente do Festival Internacional de Música de Londrina.

## Pastor Titular
O Reverendo Osni Ferreira é o pastor da IPCL, bem como presidente do Presbitério de Londrina e Sínodo Metropolitano de Londrina.
Em 2001, recebeu título de Cidadão Honorário de Londrina